# Opéra national de Bucarest
L'opéra national de Bucarest (en roumain : Opera Națională București), est un des quatre opéras nationaux de Roumanie. Il est le plus grand théâtre lyrique dans le pays.

## Historique
L'opéra de Bucarest doit sa création au compositeur roumain George Stephănescu, professeur de musique à l'université nationale de musique de Bucarest. Il a fondé la Compagnie d'opéra roumain (Compania Opera Română). Cette compagnie lança en mai 1885, un répertoire d'opéra principalement en italien et en français d'une grande popularité, et des vaudevilles, relevant de l'opéra comique.
Fondée en 1919, la « Société Lyrique » prit le nom d'« Opéra roumain » en 1921. La nouvelle institution inaugura son activité le 20 décembre 1921 avec Lohengrin sous la baguette de Georges Enesco.

## Caractéristiques
La construction du bâtiment de l'opéra actuel de Bucarest date de 1953. La salle contient 1 200 places assises et permet des représentations d'opéra et de ballet.
La façade du bâtiment a un portique à trois arcades monumentales décorées avec des statues de quatre muses. Trois portes d'accès permettent l'entrée dans la salle. La scène a 24 mètres de large sur 20 mètres de profondeur et 30 mètres de haut. Au dernier étage, il y a le musée de l'opéra.